# 翼くんはあかぬけたいのに
『翼くんはあかぬけたいのに』（つばさくんはあかぬけたいのに）は、小花オトによる漫画作品。

## あらすじ
翼は高校進学を機に上京し、表参道に位置するシェアハウスへ住むことになる。都会的なものやお洒落なものに不慣れかつ敏感な翼のシェアハウス生活や学校生活を主に、ハウスメイト及びクラスメイトとの日常を描く。

## 登場人物

### シェアハウス
速水 翼（はやみ つばさ）
本作の主人公。高校1年生。6月27日生まれの16歳。長野県出身、A型、好きな科目は数学、生物。身長165 cm。
田舎出身のため、都会的・オシャレなものに露骨な拒否反応を示す。そのため自身のファッションセンスは壊滅的だが、本人に自覚はないものの周囲から女装させられても様になるほど整った顔立ちを持っている。アドリブの弱さにコンプレックスを抱く。学校での成績は学年トップクラスの優等生。
恋塚 桃子（こいづか ももこ）
翼と同じ高校・クラスに通う高校1年生。2月10日生まれの16歳。長野県出身、AB型、好きな動物はオオアリクイ。身長153 cm。
彼女も田舎育ちで、翼と同じくファッションセンスは極めて悪い。性格は気さくで底抜けに明るいが天真爛漫を通り越して奇天烈の域へ達するほどの奇人で、翼にすらはっきり「頭がおかしい」と思われている。学校での成績はあまり芳しくないが、一夜漬けすれば翼とワンツーを取れるほどの学力を持つ。
姫野 詩世（ひめの しよ）
原宿でショップ店員として勤めている。10月3日生まれの27歳。栃木県出身、B型、好きなお酒はピュア・ラブ、ピンク・レディー、泡盛。通称・愛称はしよちゃん。身長172 cm。
大学時代にミスキャンパスへ選ばれたことがあるなど容姿端麗でスタイルも抜群の美女だが、性格は苛烈そのもので女性らしさには程遠く下品な言動・行動に出ることも多い。そして常軌を逸するレベルのカプ厨。
100話以降は隼人と付き合い始めた。
兎崎 隼人（うさき はやと）
美容師として勤めている。12月21日生まれの25歳。神奈川県出身、B型、好きな映画はマフィア映画。身長177 cm。
性格は明るく活発的でムードメーカー的立ち位置だが、重度のドMでド変態。美形かつ中性的な風貌のため、まれに女性と勘違いされることがある。
100話以降はしよと付き合い始めた。
赤木 健二（あかぎ けんじ）
シェアハウスの近所でカフェを経営している自営業。5月8日生まれの29歳。東京都出身、O型、好きな食べ物はみたらし団子。身長182 cm。
しよ曰く「フツメンなのに必死こいてオシャレぶってる」とのこと。数年前にヴィジュアル系バンドのボーカル兼リーダーを担当していたため、時折厨二病的な言動・行動へ出がち。ハウスメイトの中では比較的常識人寄りだが、面倒見の良さが度を越しており知り合った子供をすぐ自分の息子・娘扱いする。重めの腰痛持ち。
白鐘 璃恩（しろかね りおん）
健二のカフェの真向かいで「CAFE CELLS」を経営している自営業。11月19日生まれの28歳。東京都出身、AB型、好きな小説は走れメロス。東京大学卒業。
当初はハウスメイトの名前といった情報を勝手に調べ上げており、その距離感の掴めなさなどから友達が一切できなかった。翼には性格面でシンパシーを覚えられた反面、いわゆる商売敵にあたる健二には「コーヒーと喧嘩売るのほんっと上手いなァ!」などと嫌悪感を露わにされていたが徐々に態度を軟化させている。

### 高校
倉持 愛奈（くらもち まな）
翼と桃子のクラスメイトで高校1年生。9月18日生まれの16歳。東京都出身、O型、好きな色は黒、ピンク。シェアハウスの住人やクラスメイトといった親しい人間からは「マナティー」と呼ばれる。極度の音痴。
美少女かつナイスバディでモテるため、恋愛経験が豊富だと思われているが実際に交際経験は無い。翼に並々ならぬ好意を寄せており、積極的にアピールしたり翼の田舎者的行動にも理解を示したりなど肯定的に受け止めている。一見常識的な人物だが、思春期の青少年特有の「あっち方面」の妄想及び興味が激しく隼人（ド変態ホワイト）から「むっつりブラック」と呼ばれてしまった。
前田 春輝（まえだ はるき）
翼と桃子のクラスメイトで高校1年生。4月17日生まれの16歳。東京都出身、A型、好きな後藤は寝起きの後藤（ちょっと優しいから）。身長165 cm。
主なあだ名は「チョコクランチ前田」。後藤とは幼稚園からの幼馴染。
後藤 孝介（ごとう こうすけ）
翼と桃子のクラスメイトで高校1年生の16歳。7月23日生まれ。東京都出身、B型、好きなデートコースはショッピングしてカフェでお茶した後に公園でのんびりする。剣道部所属。
あだ名は「ごっつぁん」。前田とは幼稚園からの幼馴染。
30話以降は寧音と付き合い始めた。
園田 夏来（そのだ なつき）
翼と桃子のクラスメイトで高校1年生。6月15日生まれの16歳。東京都出身、A型、好きな音楽はオルタナティヴ・ロック、ヒップホップ、胸キュン切ない系恋愛ソング。
作中では常に冷静かつ的確なツッコミを入れる役割を担う。ただし、ツッコミが行きすぎて見ず知らずの他人や怪奇現象にまでツッコんだこともある。
萩原 寧音（はぎわら ねね）
翼と桃子のクラスメイトで高校1年生。10月30日生まれの16歳。東京都出身、O型、好きな花はスズラン。
とっさに出る悲鳴が中年男性風（くしゃみでは3発目から）。
30話以降は後藤と付き合い始めた。
雀堂 京市（じゃくどう きょういち）
翼と桃子のクラスメイトで高校1年生。4月16日生まれの16歳。東京都出身、A型、好きな幕府は江戸幕府。実家は代々続く由緒正しき呉服屋経営。苦手な科目は英語、世界史。身長180 cm。シェアハウスの住人やクラスメイトといった親しい人間からは「ジャッキー」と呼ばれる。ふわふわしたものが好き。
色黒でイケイケな風貌から翼には苦手意識を持たれていたものの、家業のためか和の伝統をこじらせており欧米由来の文化にかなり疎いと判明してからは、同じく横文字に弱い同士で親交を深めるようになった。

### 健二のカフェ
小早川 さゆり（こばやかわ さゆり）
健二が店長を務めるカフェで働く従業員。1月13日生まれ。東京都出身、A型、好きな休日の過ごし方は骨董品店めぐり。
常にクールで冷静沈着。何かと店長である健二への当たりが強いものの、本心では大切なビジネスパートナーと考えている。
高橋 大悟（たかはし だいご）
健二が店長を務めるカフェで働く従業員。作中では常識人ポジション。

### ショップ
森田 二実（もりた ふみ）
しよが働くアパレルショップでの同僚。1月2日生まれの27歳。東京都出身、O型。好きな観光地はハワイ、沖縄、箱根。
実家は7人きょうだいの兼業農家で、ホームシック気味の翼やももこからは親近感を抱かれた。
越谷 沙希（こしがや さき）
エリアマネージャー。しよとは著しく不仲で、やたらとマウント合戦を始めがち。

### 翼の実家
速水 椿（はやみ つばき）
翼の従妹。11月5日生まれの7歳。長野県出身、A型。好きなあんしゃ(翼)は上京前のあんしゃ。
速水 和子（はやみ かずこ）
翼の実母。

## 書誌情報
- 小花オト 『翼くんはあかぬけたいのに』 小学館〈裏少年サンデーコミックス〉、全14巻
  1. 2017年9月12日発売[3]、ISBN 978-4-09-127813-5
  2. 2017年12月12日発売[4]、ISBN 978-4-09-128044-2
  3. 2018年6月12日発売[5]、ISBN 978-4-09-128315-3
  4. 2018年11月12日発売[6]、ISBN 978-4-09-128646-8
  5. 2019年4月12日発売[7]、ISBN 978-4-09-129100-4
  6. 2019年11月12日発売[8]、ISBN 978-4-09-129477-7
  7. 2020年6月12日発売[9]、ISBN 978-4-09-850121-2
  8. 2020年12月18日発売[10]、ISBN 978-4-09-850362-9
  9. 2021年6月17日発売[11]、ISBN 978-4-09-850602-6
  10. 2022年1月19日発売[12]、ISBN 978-4-09-850858-7
  11. 2022年7月12日発売[13]、ISBN 978-4-09-851193-8
  12. 2023年2月17日発売[14]、ISBN 978-4-09-851635-3
  13. 2023年9月19日発売[15]、ISBN 978-4-09-852834-9
  14. 2024年4月18日発売[16]、ISBN 978-4-09-853212-4